# Mecyna cuprinalis
Mecyna cuprinalis is een vlinder uit de familie van de grasmotten (Crambidae), uit de onderfamilie van de Pyraustinae. De wetenschappelijke naam van deze soort is voor het eerst voorgesteld als Pyrausta cuprinalis door Émile Louis Ragonot in een publicatie uit 1895.
De soort komt voor in Libanon.